# Anglo-Welsh Cup 2014-15
La Anglo-Welsh Cup 2014-15 fue la cuadragésimo cuarta edición del torneo de rugby para equipos de Inglaterra y la décima que incluye a los equipos galeses del Pro12.

## Sistema de disputa
Cada equipo disputa cuatro partidos frente frente a los rivales del grupo asignado, el mejor de cada grupo clasifica a semifinales en la búsqueda del título.
- Grupo 1 vs Grupo 4
- Grupo 2 vs Grupo 3

## Primera Fase
Calendario de partidos

### Grupo 1
| Pos. | Equipo                | Encuentros | Encuentros | Encuentros | Encuentros | Tantos | Tantos | Tantos | PB | Puntos |
| Pos. | Equipo                | PJ         | PG         | PE         | PP         | F      | C      | Dif    | PB | Puntos |
| ---- | --------------------- | ---------- | ---------- | ---------- | ---------- | ------ | ------ | ------ | -- | ------ |
| 1.º  | Saracens              | 4          | 4          | 0          | 0          | 101    | 62     | +39    | 1  | 17     |
| 2.º  | Gloucester Rugby      | 4          | 3          | 0          | 1          | 102    | 69     | +33    | 2  | 14     |
| 3.º  | Newport Gwent Dragons | 4          | 2          | 0          | 2          | 121    | 116    | +5     | 3  | 11     |
| 4.º  | Bath                  | 4          | 2          | 0          | 2          | 86     | 59     | +27    | 3  | 11     |

|  | Semifinalista. |

### Grupo 2
| Pos. | Equipo             | Encuentros | Encuentros | Encuentros | Encuentros | Tantos | Tantos | Tantos | PB | Puntos |
| Pos. | Equipo             | PJ         | PG         | PE         | PP         | F      | C      | Dif    | PB | Puntos |
| ---- | ------------------ | ---------- | ---------- | ---------- | ---------- | ------ | ------ | ------ | -- | ------ |
| 1.º  | Northampton Saints | 4          | 3          | 0          | 1          | 98     | 53     | +45    | 2  | 14     |
| 2.º  | Cardiff Blues      | 4          | 3          | 0          | 1          | 95     | 119    | −24    | 1  | 13     |
| 3.º  | Sale Sharks        | 4          | 2          | 0          | 2          | 102    | 100    | +2     | 2  | 10     |
| 4.º  | London Irish       | 4          | 0          | 0          | 4          | 69     | 118    | −49    | 1  | 1      |

|  | Semifinalista. |

### Grupo 3
| Pos. | Equipo            | Encuentros | Encuentros | Encuentros | Encuentros | Tantos | Tantos | Tantos | PB | Puntos |
| Pos. | Equipo            | PJ         | PG         | PE         | PP         | F      | C      | Dif    | PB | Puntos |
| ---- | ----------------- | ---------- | ---------- | ---------- | ---------- | ------ | ------ | ------ | -- | ------ |
| 1.º  | Leicester Tigers  | 4          | 4          | 0          | 0          | 106    | 46     | +60    | 2  | 18     |
| 2.º  | Newcastle Falcons | 4          | 2          | 0          | 2          | 114    | 91     | +23    | 3  | 11     |
| 3.º  | Wasps             | 4          | 1          | 0          | 3          | 120    | 128    | −8     | 5  | 9      |
| 4.º  | Scarlets          | 4          | 1          | 0          | 3          | 50     | 99     | −49    | 1  | 5      |

|  | Semifinalista. |

### Grupo 4
| Pos. | Equipo        | Encuentros | Encuentros | Encuentros | Encuentros | Tantos | Tantos | Tantos | PB | Puntos |
| Pos. | Equipo        | PJ         | PG         | PE         | PP         | F      | C      | Dif    | PB | Puntos |
| ---- | ------------- | ---------- | ---------- | ---------- | ---------- | ------ | ------ | ------ | -- | ------ |
| 1.º  | Exeter Chiefs | 4          | 3          | 0          | 1          | 101    | 100    | +1     | 1  | 13     |
| 2.º  | Ospreys       | 4          | 1          | 0          | 3          | 82     | 114    | −32    | 1  | 6      |
| 3.º  | Harlequins    | 4          | 1          | 0          | 3          | 79     | 94     | −15    | 2  | 6      |
| 4.º  | London Welsh  | 4          | 0          | 0          | 4          | 44     | 102    | −58    | 2  | 2      |

|  | Semifinalista. |

### Semifinales
| 14 de marzo de 2015 | Saracens | 24 - 20 | Northampton Saints | Franklin's Gardens, Northampton |  |

| 15 de marzo de 2015 | Leicester Tigers | 22 - 30 | Exeter Chiefs | Welford Road Stadium, Leicester |  |

### Final
| 22 de marzo de 2015 | Saracens | 23 - 20 | Exeter Chiefs | Franklin's Gardens, Northampton |  |

| Bandera de Inglaterra |
| Campeón Saracens      |
| Segundo título        |